# Anorganske fosforjeve spojine
Fosfor je nekovina, ki tvori le nekaj spojin.

## Seznam
- Dikalijev fosfat-K2HPO4,
- Fosfan-PH3,
- Fosfonska kislina-H2PO3,
- Fosforjev pentafluorid-PF5,
- Fosforjev pentasulfid-P4S10,
- Fosforjev pentoksid-P2O5,
- Fosforjev seskvisulfid-P4S3,
- Fosforjev tribromid-PBr3,
- Fosforjev triklorid-PCl3,
- Fosforjev trioksid-P2O3,
- Fosforna kislina-H3PO4,
- Kalijev heksafluorofosfat-KPF6,
- Kalijev fosfat-K3PO4,
- Monokalijev fosfat-KH2PO4,
- Trimetilfosfin-(CH3)3P,
- Tripenilfosfin-(C6H5)3P,